# Княже-Криницька волость
Княже-Криницька волость — адміністративно-територіальна одиниця Липовецького повіту Київської губернії з центром у селі Княжа Криниця.
Станом на 1886 рік складалася з 5 поселень, 5 сільських громад. Населення — 5165 особи (2538 чоловічої статі та 2627 — жіночої), 632 дворових господарства.
|                     | Площа, десятин | У тому числі орної, дес. |
| ------------------- | -------------- | ------------------------ |
| Сільських громад    | 4022           | 3590                     |
| Приватної власності | 4728           | 3317                     |
| Іншої власності     | 178            | 134                      |
| Загалом             | 8928           | 7041                     |

Поселення волості:
- Княжа Криниця — колишнє власницьке село при річці Угорський Тікич за 53 версти від повітового міста, 1915 осіб, 226 дворів, православна церква, католицька каплиця, школа, постоялий будинок, лавка, ярмарки по неділях через 2 тижні, 3 водяних млини, цегельний завод.
- Новосілки — колишнє власницьке село при річці Угорський Тікич, 430 осіб, 53 двори, православна церква та школа.
- Саборівка — колишнє власницьке село, 949 осіб, 139 дворів, православна церква, школа, постоялий будинок, водяний і вітряний млин.
- Ступки — колишнє власницьке село при річці Угорський Тікич, 292 осіб, 40 дворів, православна церква.
- Шаботівка — колишнє власницьке село, 1141 особа, 173 двори, православна церква та школа.

Наприкінці ХІХ ст. волость було ліквідовано, територія увійшла до складу Цибулівської (Княжа Криниця, Новосілка, Шаботівка) та Лукашівської (Саборівка, Ступки) волостей.